# Het goud van de rivier de Kwaï

De ligging van Thailand in Azië.

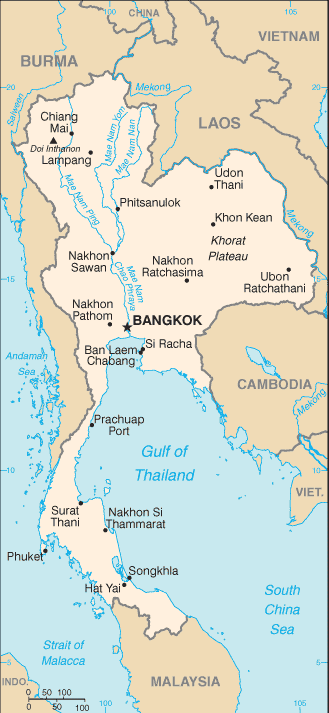
Een overzichtskaart van Thailand.

Het goud van de rivier de Kwaï is een spionageroman van auteur Gérard de Villiers en het 10e deel uit de S.A.S.-reeks met als protagonist de Oostenrijkse prins en freelance CIA-agent Malko Linge.

## Het verhaal
Malko verneemt dat Jim Stanford, een van zijn wapenbroeders, om het leven is gekomen in Thailand waar hij als gepensioneerde CIA-agent van het leven geniet. Malko twijfelt of Standford wel echt dood is maar drie dagen later ontvangt hij het nieuws dat de in Los Angeles wonende zuster van Stanford is vermoord.
Deze tweede moord maakt de zaak zeer mysterieus en dit doet Malko besluiten te vertrekken naar Thailand voor een zoektocht naar Stanford. Zal hij hem daar vinden? Dood of levend?

## Personages
- Malko Linge, een Oostenrijkse prins en CIA-agent.
- Jim Stanford